# Philip Grosser
Pour les articles homonymes, voir Grosser.
Philip Grosser, né en 1890 à Boston et mort le 3 octobre 1933 à Boston, est un anarchiste et anti-militariste américain. Ayant été emprisonné à Alcatraz, il écrit un pamphlet sur sa vie en prison intitulé Uncle Sam's Devil's Island.
Il se suicide à Boston. 